# 의료용 로봇

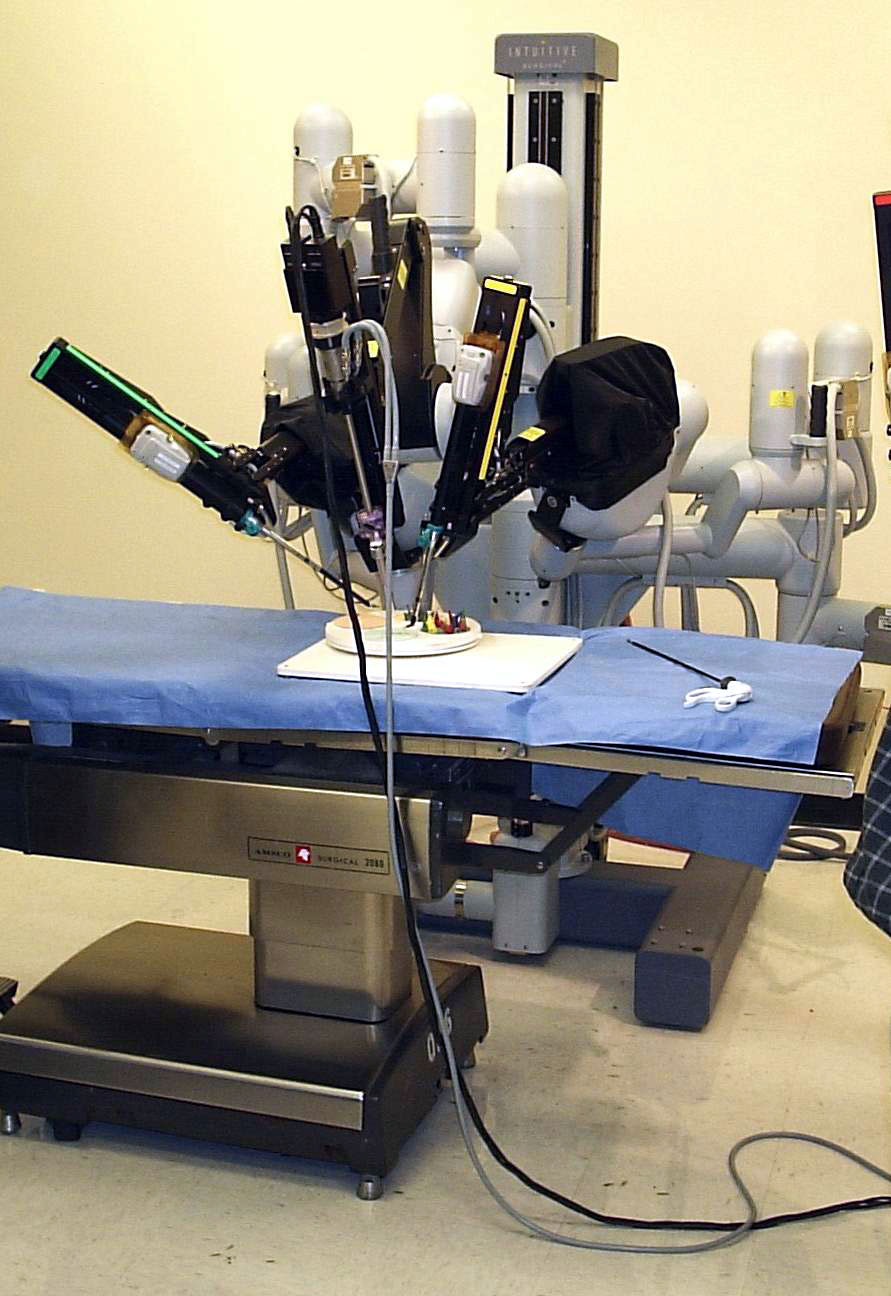
의료용 로봇 회사 다빈치의 복강경 수술 로봇

의료용 로봇은 의료현장에서 활동하는 지능형로봇이다. 수술로봇과 간호로봇 등으로 분류된다. 